# Johann-Otto Krieg
Johann-Otto Krieg (* 14. März 1919 in Lomnitz; † 2. Januar 1999 in Bonn) war ein deutscher Marineoffizier, zuletzt Fregattenkapitän der Bundesmarine sowie Träger des Ritterkreuz des Eisernen Kreuzes.

## Werdegang
Seinen Reichsarbeitsdienst absolvierte Krieg vom 1. April bis 30. September 1937. Am 1. Oktober 1937 trat er in die Kriegsmarine ein. Krieg wurde dort der Schiffsstammabteilung Stralsund zugeteilt, wo er seine infanteristische Grundausbildung erhielt. Er war somit Mitglied der Crew 37/X. Es folgte die praktische Ausbildung an Bord des Segelschulschiffes Horst Wessel (bis 30. Juni 1938) und ab dem 1. Juli 1938 auf dem Linienschiff Schleswig-Holstein. Nach Beendigung der Bordausbildung absolvierte Krieg ab 15. März 1939 an der Marineschule Mürwik in Flensburg-Mürwik den Hauptlehrgang für Fähnriche sowie einen Artillerie-Lehrgang, der bis 30. September 1939 andauerte. Am 1. Oktober 1939 wurde er Wachoffizier auf dem Leichten Kreuzer Nürnberg, wo er seine Bordausbildung erhielt. In dieser Funktion wurde er bis Mitte 1940 in der westlichen Nordsee eingesetzt und diente im Zuge der Besetzung Norwegens auch im Gebiet von Drontheim. Zuvor war Krieg am 1. Mai 1940 zum Leutnant zur See befördert worden.

### U-Boot-Waffe
Im Oktober 1940 kam Krieg zur U-Boot Waffe. Er absolvierte ab dem 15. Oktober 1940 einen Unterwasserausbildungslehrgang bei einer Unterseebootslehrdivision sowie unmittelbar danach ab 22. Dezember 1940 den U.T.O.-Lehrgang an der Torpedoschule Flensburg-Mürwik. Ab 2. Februar 1941 folgte ein einmonatiger U-Boot-Wachoffizier-Nachrichten-Lehrgang sowie ein zweimonatiger U-Boot Artillerie-Lehrgang. Ab 30. März 1941 erfolgte eine Baubelehrung für das im Bau befindliche U 81, auf dem Krieg bis Juli 1942 als 2. Wachoffizier diente. Das Boot gehörte zunächst zur 1. U-Flottille, die in Kiel und dann in Saint-Nazaire stationiert war. Am 23. September wurde Krieg mit dem Eisernen Kreuz 2. Klasse ausgezeichnet, Ende September erhielt er das U-Boot-Kriegsabzeichen und am 13. März 1942 das Eiserne Kreuz 1. Klasse. Im Dezember 1942 kam U 81 zur 29. U-Flottille in La Spezia. Krieg wurde am 1. April 1942 zum Oberleutnant zur See befördert. Von Juli bis September 1942 absolvierte er einen U-Bootkommandantenlehrgang. Am 21. September 1942 übernahm er das Kommando auf dem Schulungsboot U 142, das er bis Weihnachten 1942 innehatte.

#### Im Mittelmeer
Ab dem 25. Dezember 1942 war er Kommandant auf U 81, mit dem er bereits als Wachoffizier gefahren war. Mit U 81 absolvierte Krieg sieben Feindfahrten im Mittelmeer. In diesem Seegebiet erreichte die Versenkungszahl der hier eingesetzten deutschen U-Boote einen Höchststand im Frühjahr 1943. Kommandant Krieg versenkte im März dieses Jahres zwei Segelboote und ein kleines Schiff mit insgesamt 454 BRT. Während der Vorbereitung der alliierten Operation Husky bemühte sich die U-Bootwaffe den Druck auf die dabei genutzten Seewege zu erhöhen. Krieg patrouillierte in dieser Zeit im östlichen Mittelmeer, wo er einen griechischen Frachter und zwei syrische Segelboote versenke – irrtümlich meldete er, drei Segelboote versenkt zu haben. Nach der Landung der alliierten Truppen auf Sizilien war U 81 an Gefechten im vorgelagerten Seegebiet beteiligt. Hierbei versenkte Krieg am 22. Juli ein britisches Frachtschiff.
Insgesamt versenkte Krieg bis Anfang 1944 ca. 15.743 BRT gegnerischen Schiffsraums. Am 19. Oktober 1943 erhielt er das Deutsche Kreuz in Gold. Im Frühjahr 1944 wurde U 81 im Marinestützpunkt von Pola während eines alliierten Bombenangriffes um 11:30 Uhr von zwei Bomben getroffen, wobei zwei Besatzungsmitglieder ums Leben kamen und das Boot so stark beschädigt wurde, dass es aufgegeben und abgebrochen werden musste.

### Kleinkampfverbände
Am 9. und 10. März 1944 bekam Krieg Heiratsurlaub, meldete sich jedoch schon (durch den Verlust seines U-Bootes derzeit ohne Tätigkeit) am 13. März 1944 zu einer Besprechung im OKM unter Karl Dönitz, in dessen Verlauf es um den geplanten Einsatz des bemannten Torpedos Neger bei den Kleinkampfverbänden der Kriegsmarine ging. Noch am selbigen Tag, wurde Krieg zum Erprobungskommando Eckernförde versetzt, wo er als Testpilot der ersten Prototypen des Neger fungierte. Zum 1. April 1944 wurde Krieg Flottillenchef der K-Flottille 361 (Neger). Mit dieser war er am 20./21. April 1944 bei Anzio als Kommandant am ersten Kampfeinsatz der bemannten Torpedos gegen alliierte Schiffe beteiligt.
Im Zuge der Alliierten Invasion der Normandie und der hastigen Verlegung seiner Flottille, wurde Krieg am 4. Juli 1944 bei einem Autounfall schwer verletzt und bis Ende Juli 1944 im Großlazarett Evreuyx behandelt. Dort wurde er am 8. Juli 1944 als Chef der K-Flottille 361 und letzter Angehöriger der U-Bootwaffe mit dem Ritterkreuz des Eisernen Kreuzes ausgezeichnet. Die Eingabe zur Verleihung erfolgte durch Dönitz persönlich. Am 30. Juli 1944 wurde Krieg zum Ausbildungsleiter beim Kommando der Kleinkampfverbände ernannt. Seine Position als Flottillenchef der K-Flottille 361 hatte er zusätzlich noch bis Februar 1945 inne. Im Dezember erhielt er das Bewährungsabzeichen des Kleinkampfverbandes. Mit Wirkung zum 1. Januar 1945 wurde Krieg zum Kapitänleutnant befördert. Am 16. April 1945 erlitt er durch einen Tieffliegerangriff schwere Verwundungen. Daraufhin erhielt er am selben Tag das Verwundetenabzeichen in schwarz. Bei Kriegsende geriet er in Gefangenschaft, wurde jedoch schon am 17. Juli 1945 aus dieser entlassen.

### Bundesmarine
Am 1. April 1956 trat Krieg in die Bundesmarine ein, wo er ab 2. Mai 1956 an der Marineschule Mürwik und anschließend als Prüfoffizier in der Annahmestelle Köln eingesetzt war. Am 22. September 1956 zum Kapitänleutnant befördert, folgte bereits am 31. Oktober 1956 seine Beförderung zum Korvettenkapitän. Vom 1. Januar bis Ende Oktober 1957 war er in der U-Boot-Jagdausbildung in Den Helder tätig und wurde am 26. November 1957 Hilfsreferent in das Bundesministerium der Verteidigung versetzt. Am 1. Oktober 1959 wurde Krieg Marineadjutant beim Generalinspekteur der Bundeswehr und zugleich ständiger Vertreter des persönlichen Referenten des Staatssekretärs Volkmar Hopf. In dieser Position erfolgte seine Beförderung zum Fregattenkapitän zum 2. November 1960. Von Juni 1962 bis Frühjahr 1963 besuchte Krieg einen Lehrgang für Stabsoffiziere. Am 1. April 1963 wurde er Kommandant der Fregatte Emden und danach bis Juni 1966 Hörsaalleiter an der Führungsakademie der Bundeswehr (Abteilung Marine). Am 16. Juni 1966 kehrte er als Hilfsreferent in das Bundesministerium der Verteidigung zurück. Vom 1. April 1970 war er als Fachdokumentator und Geschäftsführer des Dokumentationszentrums im Bundeswehramt tätig. Am 31. März 1975 wurde Krieg in den Ruhestand verabschiedet.